# Летняя дача Н. А. Бугрова
Летняя дача Н. А. Бугрова — памятник деревянной архитектуры в Володарске Нижегородской области. Дом построен предположительно в 1892 году. Автор проекта не установлен.      
Деревянный дом-терем до революции был летней дачей знаменитого нижегородского купца, мукомола и благотворителя — Николая Александровича Бугрова. Сегодня в здании расположен Володарский музейный центр.

## История
В 1890-х годах по всему Поволжью было известно имя Николая Александровича Бугрова, внука Петра Егоровича Бугрова, который честным трудом превратился из бурлака в крупнейшего хлеботорговца, поставив на реке Линде мельницы. К концу 1850-х годов П. Е. Бугров скопил миллионное состояние. Ближайшим его помощником был сын Александр Петрович, который заработал следующий миллион от операций с казённой солью и торговли валяными изделиями. Николай Бугров унаследовал предпринимательский талант и продолжил семейное дело. «Миллионер, крупный торговец хлебом, владелец паровых мельниц, десятка пароходов, флотилии барж, огромных лесов — Н. А. Бугров играл в Нижнем Новгороде и губернии роль удельного князя». 
С 1802 года до середины 1860-х годов земля с лесом на реке Сейме принадлежала предводителю нижегородского дворянства Алексею Александровичу Турчанинову. После того как в 1862 году здесь проложили железную дорогу, место заинтересовало купцов Бугровых. В 1867 году Николай Александрович Бугров выменял расположенное на реке Сейме лесное имение Алексея Александровича Турчинова на доходный дом в Нижнем Новгороде (речь о Здании городской думы в Нижнем Новгороде на улице Большой Покровской, 1). 
На правом берегу, на незаселённой территории около деревни Передельново в том же году был вырыт искусственный канал и возведена небольшая водяная мельница. Выгодное расположение вблизи железной дороги и судоходной реки Оки послужило развитию мукомольного хозяйства. В 1870-х годах Бугров построил вторую мельницу рядом с деревней Новишки. К обеим мельницам была проведена железная дорога. В 1870-е — 1890-е годы Передельновская мельница превратилась в огромный мукомольный комплекс с десятками различных зданий. В начале XX века она являлась одним из крупнейших промышленных мукомольных предприятий России. 
Летняя дача Николая Бугрова появилась на участке напротив передельновской мельницы в окружении старых лип и лиственниц первоначально для летнего проживания владельца. Располагалась вблизи комплекса производственных корпусов и составляла с ним единое функциональное и архитектурно-пространственное целое. Дата постройки дачи точно не известна. Архивных материалов о постройке и проектировании не обнаружено.
Долгое время считалось, что Н. А. Бугров купил деревянный павильон на Всероссийской промышленной и художественной выставке 1896 года в Нижнем Новгороде и привёз в разобранном виде на Сейму. Тем не менее, косвенные свидетельства уточнили время постройки: например, визит на дачу министра финансов Российской империи, будущего председателя Совета министров Сергея Юльевича Витте в августе 1893 года говорил о том, что здание уже было построено. Общим периодом возможного строительства исследователи называют вторую половину 1880-х — начало 1890-х годов, время наибольшей строительной активности Н. А. Бугрова как на мельнице, так и в Нижнем Новгороде. Между тем официальной датой постройки в документах на ОКН значится 1892 год. 
Авторство проекта дома также неизвестно. Нижегородский историк А. В. Седов установил участие в постройке архитектора Павла Петровича Малиновского, но оно, предположительно, было связано с переделками или ремонтом в доме. Павел Малиновский приехал в Нижний Новгород уже после того, как дача была построена. Историк архитектуры С. М. Шумилкин, основываясь на натурных обследованиях и обмерах, считал, что более всего дом похож на выставочный экспонат и предполагал, что он был заказан у московского зодчего или куплен Бугровым на одной из московских выставок и перевезён на территорию мельницы.
Есть и ещё одна легенда, неподтверждённая документами: будто бы дом строился по эскизу художника Виктора Михайловича Васнецова.
В советский период в здании располагались райком партии, госучреждения, дворец пионеров. В 1989 году дача Бугрова была включена в Список объектов культурного наследия регионального значения. Дом не единожды реставрировали: впервые в 1960—1970-е годы, затем в 1995—1996 годах и в 2006—2010-х.

## Современность
В 1994 году здесь разместился и действует до сих пор Володарский районный музейный центр. Экспозиции повествуют о купеческом роде Бугровых и их деятельности, о старообрядчестве и русском быте прошлых столетий. В фондах сохранились вексель с личным автографом Николая Бугрова. Сегодня музей также входит в пешеходный маршрут «Бугровская вотчина». 

## Архитектура
Дача выстроена в русском стиле. В архитектуре здания использовано дерево, пропильная резьба, узорочье, сложное завершение кровли, что придаёт строению национальный колорит и ставит его в один ряд с лучшими столичными постройками периода эклектики. Направление русского стиля, отражённое в архитектуре дачи, — стиль Ропета — Гартмана. Е. И. Кириченко писала, что русский стиль сложился и приобрёл особенную завершённость как стиль деревянной архитектуры. Архитекторы Ропет и Гартман были известны тем, что заново ввели дерево в архитектуру. Демократичный стиль Ропета — Гартмана был чрезвычайно популярен во второй половине XIX века по всей стране.